# 科夫克里克鎮區 (北卡羅萊納州沃托加縣)
科夫克里克鎮區（英語：Cove Creek Township）是位於美國北卡羅萊納州沃托加縣的一個鎮區。

## 地方資料
科夫克里克鎮區的面積為62.67平方千米，皆為陸地。根據2020年美國人口普查的數據，當地共有人口3397人，而人口密度為每平方千米54.2人。